# Jindřich Krištof Hataš
Jindřich Krištof Hataš (né en 1739 à Hohenmaut et mort après 1808 à Hambourg, aussi connu sous son nom germanisé Heinrich Christoph Hatasch ou Hattasch) est un compositeur originaire du royaume de Bohême.
Le plus jeune frère de Dismas Hataš était kapellmeister à Brünn puis a vécu à Hambourg, où quelques-unes de ses œuvres ont été imprimées. Il a composé plusieurs Singspiele.

## Sources
- (de) Cet article est partiellement ou en totalité issu de l’article de Wikipédia en allemand intitulé « Jindřich Krištof Hataš » (voir la liste des auteurs).